# Azeville
Azeville é uma comuna francesa na região administrativa da Normandia, no departamento Mancha. Estende-se por uma área de 3,04 km². Em 2010 a comuna tinha 81 habitantes (densidade: 26,6 hab./km²).

## História

### Segunda Guerra Mundial
Algumas das primeiras fortificações alemãs construídas na costa francesa foram iniciadas na bateria de Azeville em 1941. Os alemães instalaram quatro canhões de 105 mm da Primeira Guerra Mundial em caixas de concreto. Os canhões da bateria dispararam sobre a Praia de Utah no Dia D (6 de junho de 1944) e a bateria caiu nas mãos de paraquedistas e tropas americanas na manhã de 9 de junho de 1944. A bateria agora é um museu.
Após a libertação da área pelas Forças Aliadas no início de junho de 1944, engenheiros do IX Comando de Engenharia da Nona Força Aérea iniciaram a construção de um Campo de Pouso Avançado de combate ao sul da cidade. Declarado operacional em 24 de junho, o campo de aviação foi designado como "A-7" e foi inicialmente usado pelo 365º Grupo de Caça, que voou com P-47 Thunderbolts, até meados de agosto, quando a unidade se mudou para a França Central. Posteriormente, o campo de aviação foi usado pelo 363º Grupo de Caça com P-51 Mustangs até meados de setembro, quando foi fechado.